# Aspilota longiflagellata
Aspilota longiflagellata är en stekelart som beskrevs av Bhat 1979. Aspilota longiflagellata ingår i släktet Aspilota och familjen bracksteklar. Inga underarter finns listade.